# Henrik Risom
Henrik Risom (Vildbjerg, 24 juli 1968) is een voormalig voetballer uit Denemarken, die speelde als middenvelder. Hij beëindigde zijn loopbaan in 2003 bij de Deense club Aarhus GF.

## Clubcarrière
Risom begon zijn loopbaan bij Vejle BK. Daarnaast speelde hij in eigen land voor Lyngby BK. Met die club won hij eenmaal het Deens landskampioenschap.

## Interlandcarrière
Risom speelde in totaal negen officiële interlands voor Denemarken. Onder leiding van bondscoach Sepp Piontek maakte hij zijn debuut op 7 juni 1989 in de vriendschappelijke wedstrijd tegen Engeland (1-1) in Kopenhagen, net als Peter Rasmussen (Aalborg).

## Erelijst
Lyngby BK
- Deens landskampioenschap

1992